# Mdm2

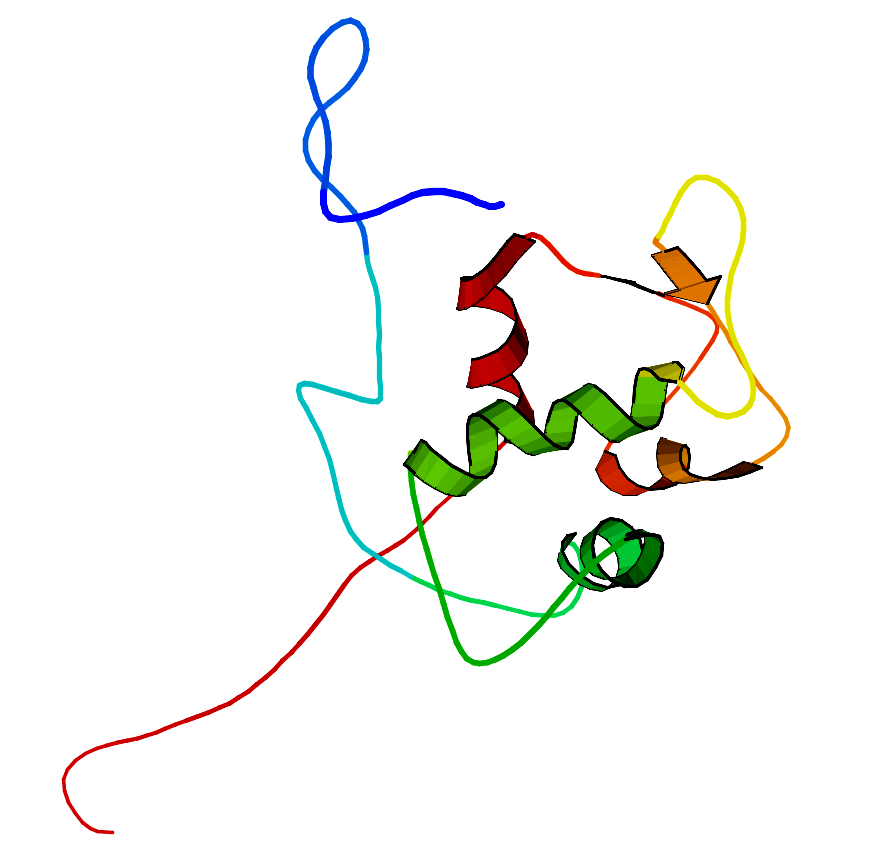
Struttura tridimensionale della Mdm2

Mdm2 è il nome sia del gene che della corrispettiva proteina che svolge la funzione di principale inibitore di p53, andandosi a legare ad esso ed inducendone l'ubiquitinazione e quindi la degradazione tramite proteosoma. Mdm2 appartiene pertanto alla famiglia delle ligasi E3.

## Interazioni
Mdm2 è regolata da molte proteine e miRNA per il suo ruolo centrale nel regolare p53.
Interagisce con p53 inducendone la degradazione. Ciononostante p53 incrementa l'attività e la produzione di Mdm2 sia direttamente che indirettamente, formando così un feedback negativo autoregolatorio. La proteina ARF (conosciuta anche come p14) è un inibitore di Mdm2.
Mdm2 interagisce con le seguenti proteine:
- ABL1,[3]
- ARRB1,[4][5]
- ARRB2,[4][5][6]
- CCNG1,[7]
- CTBP1,[8]
- CTBP2,[8]
- DAXX,[9]
- DHFR,[10]
- EP300,[11]
- ERICH3,[12]
- FKBP3,[13]
- FOXO4,[14]
- GNL3,[15]
- HDAC1,[16]
- HIF1A,[17][18]
- HTATIP,[19]
- IGF1R,[20]
- MDM4,[21][22][23][24]
- NUMB,[25][26]
- P16,[9][27][28][29][30]
- P53,[31][32]
- P73,[33][34]
- PCAF,[35]
- PSMD10,[36]
- PSME3,[37]
- RPL5,[15][27][38]
- RPL11,[15][27]
- PML,[39][40][41][42]
- RPL26,[43]
- RRM2B,[44]
- RYBP,[45]
- TBP,[46][47] and
- UBC.[9][48][49]

## Interazioni farmacologiche
La molecola nutlina inibisce l'interazione tra Mdm2 e p53 incrementanto la stabilità di quest'ultimo, ciononostante è ancora in fase di sperimentazione.